# 水合氢离子
水合氢离子（英语：Hydronium），也稱鋞離子、或氧𬭩（英语：Oxonium），指的是氢正离子與水分子配位结合而生成的正離子。與水結合之氫正離子，通常的來源為可溶於水的酸，可溶於水的酸溶在水中會解離成為酸根離子與氫離子，由於水分子能提供孤對電子，所以氫離子便與水分子配位结合而生成水合氢离子。
H2O + H+ → H3O+
水合氢离子通常用H3O+表示，为了简便，也常把H3O+写作H+。
水合氢离子和氨是等电子体。
命名时若作为前缀则称为𨦡基（oxonio-）。
2015年11月2日，使用水合氫離子來探測質子-電子質量比μ，布拉格查理大學物理研究團隊發現，在過去70億年內，Δμ/μ不大於10-7。